# Willians Santana
Willians Santana (født 22. maj 1988) er en brasiliansk fodboldspiller.